# Lessonia
Lessonia és un gènere d'ocells de la família dels tirànids (Tyrannidae). És un gènere d'ocells sud-americans de la família dels tiramosques, que es troba a prop de llacss d'aigua dolça i pantanss salins.
El gènere va ser erigit pel naturalista anglès William Swainson el 1832 amb el Lessònia austral com a espècie tipus. El nom del gènere va ser escollit per honrar el cirurgià i naturalista de la Marina francesa René Lesson (1794–1849).

## Taxonomia
Segons la Classificació del Congrés Ornitològic Internacional (versió 2.5, 2010) aquest gènere està format per dues espècies:
El gènere conté dues espècies:
| Mascle | Femella | Nom científic  | Nom comú         | Distribució                                                                                        |
| ------ | ------- | -------------- | ---------------- | -------------------------------------------------------------------------------------------------- |
|        |         | Lessonia oreas | lessònia andina  | el centre del Perú al sud fins a l'oest de Bolívia, fins al nord-est de Xile i el nord d'Argentina |
|        |         | Lessonia rufa  | lessònia austral | Argentina i Xile, migrant cap al nord fins a Bolívia, el sud del Brasil, el Paraguai i l'Uruguai   |